# Єменські євреї

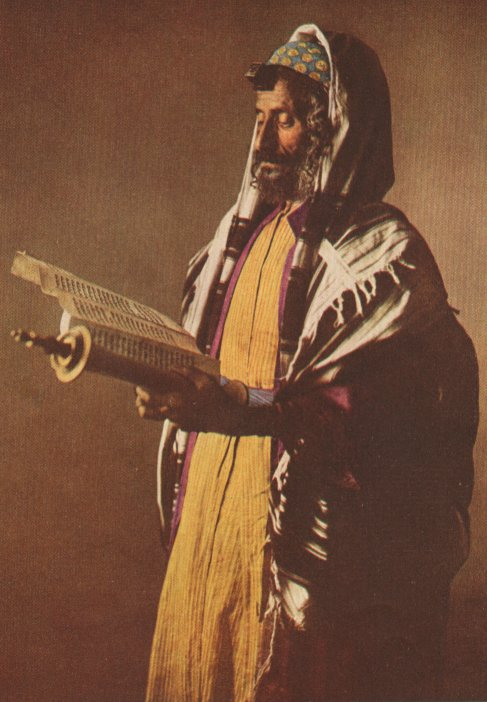
Єменський єврей у традиційному вбранні

Єменські євреї — єврейська етнолінгвістична група (громада), що мешкає, чи ті особи у кого предки жили, в Ємені.

## Походження назви
В сучасному івриті слово Тейман означає державу Ємен, тейманім, тейманці — єменські євреї.

## Історія
Згідно з одним із переказів єменських євреїв, їхні предки прибули у Сабейське царство за царя Соломона, згідно з іншим — за кілька десятиліть до руйнування Першого храму, 75 тис. благочестивих євреїв, впевнених у виконанні пророкувань Єремії (21:9), вирушили з Юдейського царства на пошуки іншої країни, перейшовши Йордан, через гори Едом дісталися до Ємену, утворивши там самостійне царство, а на заклик Ездри повернутися в Ерец-Ісраель відповіли відмовою, не вірячи в довговічність єврейської держави, за що вони нібито були прокляті Ездрою і, в свою чергу, піддали його херему .
Багато родин єменських євреїв пов'язують своє походження з цими вихідцями з Юдейського царства. За легендами, що існував серед євреїв району Наджран (ланцюг оаз і гір, нині поділених між Саудівською Аравією та Республікою Ємен), вони є нащадками дванадцяти племен Ізраїля, що зникли.
Незабаром після ісламізації Ємену (629-630) єменські євреї виявилися єдиною релігійним меншістю країни, що стоїть на нижчому щаблі соціальної драбини. Хоча формально єменські євреї знаходились під захистом мусульманської влади (статус зіммі), вони були позбавлені всяких прав і залежали від мусульманського володаря (Сеїда), який брав на себе за плату відповідальність за їхнє життя та майно. І тільки в Сані патроном євреїв був сам імам. В порушення законних прав зіммі мали місце численні випадки насильницького навернення єменських євреїв в іслам, руйнування синагог (1676, 1761), поголовне вигнання (1679). Застосування антиєврейських обмежувальних законів супроводжувалося у Ємені особливими приниженнями та важкою (майже кріпацтвом) залежністю євреїв від місцевих правителів.

## Культура та звичаї
Єменські євреї виділяються серед східних євреїв особливостями релігійних обрядів, вимовою староєврейської, одягом і багатьом іншим. До 1948 року в Ємені жило близько 63 тисяч євреїв, у 2001 залишалося близько 200, в основному на півночі країни в місті Саада, ремісники та дрібні торговці. До репатріації в Ізраїль єменські євреї розмовляли єменським діалектом єврейсько-арабської мови, вельми близькому до арабської мови навколишнього населення (частина єменських євреїв і в Ізраїлі продовжують спілкуватися між собою на цьому діалекті).
Самобутній мелос єменських євреїв, хоча і можна порівняти з музичною традицією єврейських громад Сходу, відмінності настільки великі, що його зазвичай виносять за рамки музичної культури Близького Сходу. Деякі фахівці вважають, що кантиляція єменських євреїв, незважаючи на присутність у ній вавилонського (багдадського) впливу, несе сліди літургійний-музичної традиції періоду Другого храму .
Народні пісні єменських євреїв строго розділені на чоловічі та жіночі по мові (чоловіки — на івриті та арамейською, жінки — арабською або єврейсько-арабською), змістом, мелодіям і стилю. Танці переважно церемоніальні (весільні і т. д.), як і пісні, супроводжуються ритмічними ударами, а також ударами по порожнистим металевим предметам. Танцювальний і пісенний фольклор євреїв Хадрамаута дещо відмінний від загальної традиції єменських євреїв.
У 1883—1892 роках чотири експедиції в Ємен зробив австрійський арабіст Едуард Глазер. Йому, єврею за походженням, надавали дієву допомогу місцеві євреї. З цього часу по суті почався систематичне вивчення єменських старожитностей та етнографії — зусиллями австрійських, британських, французьких, російських, німецьких, італійських, голландських та американських учених, до яких приєдналися єменці і нащадки єменських євреїв.

### Кухня
Приправи та соуси:
- Хільбе (гуньба сінна, шамбала) [1]
- Схуг
- Семне - вершкове масло, змішане з перцем і часником [1]
- Хаваєдж (хаваядж, хавайдж)

страви:
- Суп з бичачого хвоста
- Джахнун
- Салуф (хубс)
- Малауах [2]
- Лахох
- Кубане

## Репатріація
З проголошенням Держави Ізраїль охоплені ентузіазмом євреї Ємену пішки рушили в Аден, звідки їх доправляли літаками в Ізраїль. Ця операція увійшла в історію під назвою Чарівний килим або Орлині крила. Трохи більше ніж за рік (червень 1949 — вересень 1950) в Ізраїль прибуло близько 49 тис. єменських євреїв. До 1984-1985 років у Ємені залишалося приблизно 1,2-3 тис. євреїв (кілька сімей в Сані, а в основному на півночі країни в районі міста Саада).